# Pālakkodu
Pālakkodu är en ort i Indien.   Den ligger i distriktet Dharmapuri och delstaten Tamil Nadu, i den södra delen av landet, 1 800 km söder om huvudstaden New Delhi. Pālakkodu ligger 509 meter över havet och antalet invånare är 19 630.
Terrängen runt Pālakkodu är varierad. Runt Pālakkodu är det tätbefolkat, med 397 invånare per kvadratkilometer. Pālakkodu är det största samhället i trakten. Trakten runt Pālakkodu består till största delen av jordbruksmark.